# 어울렁 더울렁
《어울렁 더울렁》은 한국에서 제작된 차성호 감독의 1986년 드라마 영화이다. 김문희 등이 주연으로 출연하였고 최춘지 등이 제작에 참여하였다.

## 출연

### 주연
- 김문희
- 강태기
- 허란

## 기타
- 원작자: 최송림
- 조명: 이민부
- 녹음: 이영길
- 미술: 조경환